# Каттолика-Эраклея
Каттолика-Эраклея (итал. Cattolica Eraclea) — коммуна в Италии, располагается в регионе Сицилия, подчиняется административному центру Агридженто.
Население составляет 5000 человек, плотность населения составляет 80 чел./км². Занимает площадь 62,13 км². Почтовый индекс — 92011. Телефонный код — 0922.
Покровителем коммуны почитается святой Иосиф Обручник, празднование 19 марта.
На территории коммуны находятся руины античного города Гераклея Минойская.